# Geopark Barrandien
Geopark Barrandien zahrnuje geologicky cennou oblast středních a západních Čech, nazývanou barrandien podle Joachima Barranda, francouzského paleontologa, který se dlouhodobě jmenoval jejímu výzkumu. Nachází se zde množství geologicky a paleontologicky významných lokalit období starších prvohor. V roce 2020 získal status národního geoparku.

## Území
Geopark má rozlohu 4 316,3 km², čímž je největším z českých geoparků. Území geoparku je rozděleno do pěti oblastí: Praha, Berounsko, Brdy, Rakovnicko a Plzeňsko. Mnohé z lokalit, které jsou zde zahrnuty, jsou uznávané po celém světě. K nejvýznamnějším patří hranice silur–devon na Klonku u Suchomast.

## Organizace a aktivity
O zřízení geoparku usilovalo řadu let Ekologické centrum Orlov v Příbrami. Po předchozích neúspěšných pokusech připravilo v roce 2017 na žádost Středočeského kraje upravený projekt, vytvořilo organizační složku Geopark Barrandien a požádalo radu národních geoparků o nominaci na kandidátský geopark. V dubnu 2018 byla kandidatura přijata. 25. září 2020 obdržel Geopark Barrandien od ministra životního prostředí ČR certifikát národního geoparku.
Geopark Barrandien ve spolupráci s partnery a dalšími subjekty připravuje různé aktivity pro dospělé i děti, kterými chce povzbudit zájem o poznávání geologického vývoje a přírodních zajímavostí krajiny.
Průvodcem při geovycházkách na Cestě po dně ztracených moří v srdci Evropy je postava Věnceslava Brábka, fiktivního cestovatele časem, který se v knihách Jana Sováka dostává do těchto míst v dávné minulosti.
Hlavní návštěvnické centrum geoparku je v Domě NATURA v Příbrami.